# Минск ММВЗ-3.115
«Минск» ММВЗ-3.115 — лёгкий дорожный двухместный мотоцикл из семейства мотоциклов «Минск» производства Минского мотоциклетно-велосипедного завода (БССР, г. Минск, современное название — ОАО «Мотовело»). Выпускался с 1976 по 1982 год. Предшественник — модель «Минск» ММВЗ-3.111, преемник — «Минск» ММВЗ-3.112 (это не ошибка — после заводского номера 11 (в обозначении модели, согласно международной системе маркировок мототехники) свет увидела модель с номером 15, модель с номером 12 вышла в 1982 г.). Цена 330 рублей. Маркировка означает:
- ММВЗ — завод изготовитель;
- 3 — класс мотоцикла (до 125 см3);
- 1 — тип мотоцикла (дорожный);
- 15 — заводской номер модели.

## Устройство
Модель мотоцикла ММВЗ-3.115 является дальнейшим развитием предыдущей модели Минск ММВЗ-3.111.

### Двигатель
Двигатель одноцилиндровый, с воздушным охлаждением и двухканальной возвратной продувкой. Головка цилиндра из алюминиевого сплава.
Двигатель на модели ММВЗ-3.115 отличается от своего предшественника: мощность двигателя повышена за счет лучшего наполнения цилиндра, увеличения степени сжатия (до 9,5), установлен новый глушитель, электронное зажигание и карбюратор К-62С (на мотоциклах до 1978 года выпуска устанавливались карбюраторы К-36С), в результате чего была получена мощность 11 л. с. при 6 200 об/мин. Для двигателя требуется топливо из смеси масла и бензина в соотношение 1:25.

### Трансмиссия
Коробка передач четырехступенчатая. Механизм переключения передач — ножной. Сцепление многодисковое, в масляной ванне. Привод на заднее колесо — цепью, с защитой главной передачи штампованными кожухами и резиновыми чехлами цепи.

### Ходовая часть
Рама трубчатая, закрытого типа. Передняя вилка телескопического типа с гидравлическими амортизаторами, задняя подвеска маятникового типа с гидравлическими амортизаторами.

### Электрооборудование
Отличается от своего предшественника измененной фарой, измененной установкой центрального переключателя и спидометра.
До 1978 г. устанавливалось контактное зажигание с генератором Г-421 напряжением 6 вольт.

## 2100x1300x800
| Сухая масса, кг                  | 112                                        |
| Воздухофильтр                    | бумажный                                   |
| Моторная передача                | Цепь ПВ-9.525-1200                         |
| Передаточное число               | 2,75                                       |
| Число ведущих дисков             | 4                                          |
| Передаточные числа               | I - 3,18, II - 1,97, III - 1,39, IV - 1,00 |
| Главная передача                 | закрытая цепь ПР-12,7-1800-2               |
| Передаточное число               | 2,67                                       |
| ступицы колес                    | литые                                      |
| Седло                            | двойное, типа подушка                      |
| Генератор                        | Г-427                                      |
| Катушка зажигания                | Б-300Б                                     |
| Опережение зажигания (мм до ВМТ) | 3-3,5                                      |
| Лампа фары                       | 32×21                                      |
| Стоп-сигнал                      | ФП-242                                     |
| Указатель поворотов              | УП-208                                     |
| Спидометр                        | СП-131                                     |
| Сигнал                           | С-34                                       |
| Переключатель света              | П-200                                      |